# Ossido di oro(III)
L'ossido di oro(III) o ossido aurico è un composto inorganico dell'oro e dell'ossigeno con formula Au2O3. È un solido di colore rosso-bruno che si decompone a 160 °C.

## Struttura
Secondo la cristallografia a raggi X l'ossido di oro(III) presenta centri d'oro planari quadrati con ossidi sia a 2 che a 3 coordinate. Le quattro distanze di legame Au-O vanno da 193 a 207 picometri. Può essere preparato riscaldando ossido di oro(III) idrato amorfo con acido perclorico e un perclorato di metallo alcalino in un tubo di quarzo sigillato a una temperatura di circa 250 °C e una pressione di circa 30 MPa. 
La sua struttura cristallina è ortorombica con gruppo spaziale Fdd2 (gruppo n°43) e simbolo di Pearson oF40.

## Reazioni
Riscaldando l'ossido aurico fino alla sua temperatura di fusione, esso si decomporrà in oro e ossigeno secondo la seguente reazione:
{\displaystyle {\ce {2Au2O3 -> 4Au + 3O2}}}